# Страсбурзький університет
Страсбурзький університет, Університет Страсбурга (фр. Université de Strasbourg) — французький університет, входить до академії Страсбурга. У 1970 році старовинний Університет Страсбурга було розділено на три окремі: Страсбург I (Луї Пастера), II (Марка Блока) і III (Робера Шумана). З 1 січня 2009 вони були знову об'єднані в один. Передбачається, що процес об'єднання буде поступово завершено до 2012 року.
Університет входить до асоціації університетів Європи Утрехтська мережа.

## Історія
Історія заснування Страсбурзького університету починається з протестантської гімназії, заснованої в 1538 році Йоганном Штурмом, з якої пізніше розвинувся університет, що називався протестантською академією. У 1566 році імператор Максиміліан II надав гімназії статус академії, в 1621 році вона стала університетом, а в 1631 — королівським університетом. У 1681 році війська короля Людовика XIV захопили Ельзас і за Вестфальським договором західний берег Рейна, разом з університетом, відійшов до Франції.
У 1970 році Університет Страсбурга було розділено на три окремі університети:
- Університет Страсбург I (Університет Луї Пастера);
- Університет Страсбург II (Університет Марка Блока);
- Університет Страсбург III (Університет Робера Шумана).

## Відомі викладачі та випускники
- Петро Грабар — український вчений у галузі хімії, біохімії, імунології, імунохімії
- Кистяківський Богдан Олександрович — український правознавець, філософ
- Пулюй Іван Павлович — український фізик і електротехнік, організатор науки, громадський діяч
- Базилевич Григорій Іванович — український лікар
- Амбодик-Максимович Нестор Максимович — український і російський вчений
- Філіп Якоб Шпенер — німецький теолог
- Йоганн Вольфганг Гете — німецький поет і мислитель
- Вільгельм Рудольф Фіттіг — німецький хімік-органік
- Клемент Венцель Лотар Меттерніх — австрійський державний діяч
- Георг Бюхнер — німецький поет і драматург
- Річард фон Мізас — американський науковець та математик, професор Страсбурзького та Гарвардського університетів.
- Жерар Шарль Фреде — французький хімік
- Шарль Адольф Вюрц — французький хімік
- Луї Пастер — французький хімік і біолог
- Адольф Куссмауль — німецький терапевт
- Амбруаз-Огюст Льєбо — французький магнетизер і медик
- Антон де Барі — німецький біолог
- Адольф Баєр — німецький хімік
- Густав фон Шмоллер — німецький економіст, історик, громадський діяч
- Генріх Мартін Вебер — німецький математик
- Пауль Генріх фон Грот — німецький мінералог
- Луйо Брентано — німецький економіст
- Вільгельм Конрад Рентген — німецький фізик
- Ернст Ремак — німецький нейролог
- Карл Фердинанд Браун — німецький фізик
- Ганс Кіарі — австрійський патолог
- Герман Еміль Фішер — німецький хімік
- Альбрехт Коссель — німецький біохімік, фізіолог
- Отто Леман — німецький фізик
- Теобальд фон Бетман-Гольвег — німецький громадський діяч
- Георг Зіммель — німецький філософ і соціолог
- Оскар Мінковський — німецький медик
- Густав Ландауер — німецький філософ і письменник
- Франц Вайденрайх — німецький антрополог
- Карл Шварцшильд — німецький фізик
- Ервін Баур — німецький біолог
- Альберт Швайцер — німецький філософ, лікар
- Моріс Рене Фреше — французький математик
- Макс фон Лауе — німецький фізик
- Рене Леріш — французький хірург
- Макс Вебер — німецький соціолог, економіст і правознавець
- Марк Блок — французький історик
- Робер Шуман — французький політик
- Ернст Роберт Курціус — німецький філолог
- Фрідріх Вільгельм Леві — німецький математик
- Карл Шмітт — німецький юрист і філософ
- Бено Гутенберг — німецький сейсмолог
- Андре Данжона — французький астроном
- Анрі Лефевр — французький соціолог і філософ
- Анрі Картан — французький математик
- Еммануель Левінас — французький філософ
- Майкл Елліс ДеБейкі — американський кардіолог
- Рене Том — французький математик
- П'єр Шамбон — французький біолог
- Альберто Фухіморі — президент Перу
- Жан-Марі Льон — французький хімік
- Жан-Люк Нансі — французький філософ
- Катя і Моріс Краффт — французькі вулканологи
- Жан-Клод Юнкер — прем'єр-міністр Люксембургу
- Михайло Саакашвілі — президент Грузії
- Жуль Альфонс Гоффман — французький імунолог і цитолог люксембурзького походження, лауреат нобелівської премії з фізіології і медицини за 2011 рік.[11]
- Монсеф Марзукі — президент Тунісу
- Конрад Дасиподій — швейцарсько-французький математик та астроном